# 莲塘口岸
莲塘口岸位于中华人民共和国廣東省深圳市罗湖区莲塘街道西南角，為深圳與香港之間的第七個跨境陸路口岸，连接香港的香园围管制站，于2020年8月26日启用，定位为客货综合性口岸，采用“两地两检”查验方式和车辆“一站式”通关模式。蓮塘口岸接駁罗沙公路和东部过境高速，可将深港与粤东、赣南、闽南等地区的跨境运输连通。
莲塘口岸的通关时间为每日7时至22时。口岸啟用初期由于2019冠狀病毒病疫情只供貨检使用，旅客和客运车辆的通关服务直至2023年2月6日才正式开通启用。

## 沿革
有關興建蓮塘口岸的研究報告指出，支持興建莲塘口岸分為五個角度，第一是大珠三角區域合作，新口岸可將香港與粵東及粵東北地區聯繫起來，建立粵港澳更緊密的經濟及貿易聯繫；第二是深港合作，新口岸能方便兩地自由流通，促進深港城市發展空間的整合；第三是跨界交通發展，原有的沙頭角口岸和文錦渡口岸將會出現飽和，有需要興建新口岸作分流；第四是深港公路及口岸功能分工，新口岸能與原有的深港西部通道成為通往粵東和粵西的兩條主要通道；第五是經濟效益，預計新口岸可帶來143億港元的總經濟效益，或22億港元的淨經濟效益。
香港發展局文件透露，假設到2030年深圳居民可以免大陸出境簽注到訪香港，預計新口岸每日最多需要處理客流量30,700人次及車流量20,600架次。

## 歷史
2005年，深圳市市长许宗衡访问香港，与香港特区政务司司长许仕仁讨论研究深港双方开设莲塘口岸。
2006年，深圳與香港兩地政府簽訂《關於加強深港合作的備忘錄》，內容包括研究有關東部通道和蓮塘口岸，其後雙方成立深港興建蓮塘／香園圍口岸聯合研究小組，並且開展《深港興建蓮塘／香園圍口岸前期規劃研究》。深圳將會斥資逾11億人民幣建造客運大樓，又會另外投資20億人民幣向北興建連接路，讓新口岸可以通往內地的東部通道主綫，最終連接至深惠高速公路及深汕高速公路。
2008年，兩地政府成立深港邊界區發展聯合專責小組取代深港興建蓮塘／香園圍口岸聯合研究小組，統籌有關的研究工作，小組下再分為三個工作小組分別是落馬洲河套地區環境、規劃及工程工作小組、落馬洲河套地區開發模式工作小組，以及蓮塘／香園圍口岸前期規劃工作小組。同年9月18日，在第二次深港邊界區發展聯合專責小組會議中，雙方同意落實興建蓮塘/香園圍口岸，及成立蓮塘/香園圍口岸工程實施工作小組統籌興建新口岸的工作。
2009年4月，雙方在第三次深港邊界區發展聯合專責小組會議中同意工程時間表。
根據香港政府於2012年10月22日提交予香港立法會發展事務委員會的文件顯示，香港政府決定委託深圳市人民政府為橫跨深圳河的4座行車橋及一條行人橋、以及深圳河的整治工程，進行設計及作中央統籌，以確保設計的相容性，並且由深圳市人民政府透過公開招標方式批出建造合約（由上海建工集團中標，是上海建工在香港的唯一項目），香港則分擔約6億港元工程費用。
2013年11月，莲塘口岸动工建设。
2017年1月，莲塘口岸主体结构完成封顶。
2019年5月，莲塘口岸通过初步竣工验收。
2020年5月，莲塘口岸通过国家级验收。
2020年8月26日，蓮塘口岸貨檢設施啟用。
2023年2月6日，随着内地与香港两地全面恢复人员往来，蓮塘口岸旅客和客运车辆的通关服务設施啟用。当日上午7时05分，香港居民蔡佳洋经莲塘口岸通关进入深圳，成为该口岸启用旅检功能后的“入境第一人”。而在同日上午10时，莲塘口岸举行了深港陆路口岸全面恢复通关及莲塘口岸旅检启用仪式，香港保安局局长邓炳强使用该口岸过关，到莲塘一方出席旅检启用仪式并致辞。
2023年9月8日，受深圳“9·7”暴雨影响，莲塘口岸地下设备间水浸，部分设施设备受损，因此暂停通关服务，直至2023年9月11日7时才恢复通关。

## 設計
2010年，深圳市建筑工务署及香港土木工程拓展署合辦「蓮塘／香園圍口岸聯檢大樓概念設計國際競賽」，比賽結果於2011年9月1日公佈，由匈牙利籍建築師Daniel Santos以及香港建築設計師張惟誠組成的團隊以題名“光影‧流‧岸”的作品贏得專業組第一名，得獎作品作為大樓的設計概念，由深港双方同步推进建设，深港两地联检大楼通过人行桥联为一个整体，体现了两地纽带关系。2012年，香港政府作為統籌，由專業組得獎團隊丹尼爾安廸建築設計公司組成設計顧問，配合深圳及香港建築師團隊，把得獎作品的設計概念轉變成最後的建築成果。
莲塘口岸总用地面积为17.7公顷，总建筑面积约13.7万平方米，建築物由上海寶冶集團承建，包括旅检大楼、场地道路、查验通道、货检区、西岭村人行天桥等，莲塘口岸设计交通量双向旅客每日30000人次，车辆每日17850辆次（其中15000辆次货车、2000辆次小客车及850辆次大客车）。
莲塘口岸旅检大楼共有地面五层和地下两层，地面一层为货检层，地面二层为入境大厅，地面三层为出境大厅及连接罗沙路的高架行人天桥，地面四、五层为查验层及口岸管理单位办公区，地下一层为公交场站及出租车即停即走区，地下二层为社会停车场。
旅客出入境大厅设置了双向27条查验通道，其中人工通道6条，自助通道21条。同时，莲塘口岸设置车辆出入境查验通道、客车通道各4条，货车通道各7条。莲塘口岸采取车辆“一站式”通关模式，只需一次停车，即可实现多家查验单位的共同检查，一次放行。
不過，雖然該口岸的地鐵站與口岸皆為新建，但未有進行一體化整合，導致從地鐵站步行至口岸需要露天步行，並只以一條非常狹窄的行人天橋連接至商業城，人流極多而設計不佳，為人詬病。同時，車流進出的設計亦被質疑有問題。
- 莲塘口岸及香园围管制站旅检大楼
- 莲塘口岸及香园围管制站建筑模型（摄于入境厅）
- 蓮塘口岸車檢閘口
- 莲塘口岸海关卫生检疫
- 莲塘口岸入境厅
- 莲塘口岸出境厅

## 利用状况
由于莲塘口岸是深港两地首个采用“人车直达”概念的陆路口岸，自启用旅检通关设施后，一直受到深港两地市民及旅客的欢迎。2023年7月1日，莲塘口岸出入境旅客流量达5.13万人次，远超莲塘口岸日均3万人次的旅客设计流量。其後多個週末的出入境旅客流量更屢創新高，最新紀錄為2025年8月10日錄得的114,988人次，較旅客設計流量高出足足2倍。

## 配套設施
深圳地鐵2號線由新秀站延長至鹽田，後期再延至小梅沙（梧桐山南至小梅沙段以「8號線一及二期」的名義建造），中途會在蓮塘口岸西北方向設蓮塘口岸站。
另外，口岸設有立交橋連接羅沙路，深圳亦興建東部過境高速，連接蓮塘口岸和深圳東北部，終點連接深汕高速公路。
口岸設一條高架行人天橋連接新世界·四季御園的基座商場蓮塘口岸商業城，從蓮塘口岸商業城經扶手電梯可步行到羅沙路。
- 从罗沙路拍摄莲塘口岸人行通道
- 莲塘口岸商业城（人行通道出入口）
- 莲塘口岸外的“深港同心，携手同行”模型
- 进入口岸商业城后，可搭乘扶手電梯前往莲塘口岸
- 中国银行莲塘口岸支行
- 人行天桥连接莲塘口岸与口岸商业城
- 市民骑自行车通过莲塘口岸入境中国内地
- 位于罗沙路莲塘口岸段的西岭村人行天桥

## 公共交通
深圳地鐵2號線在口岸附近設蓮塘口岸站A2出口（電梯）、A3出口（電扶梯），已於2020年10月28日開通。旅检大楼内有「蓮塘口岸公交總站」，位于负一层，已於2020年10月21日啟用。
此外，口岸外的羅沙路東、西行原設有「西嶺下」巴士站，因應蓮塘口岸興建而於2018年12月改名為「蓮塘口岸」站。
| 编号 | 编号 | 线路               | 线路 | 线路               | 收费    | 运营商   | 备注   |
| ---- | ---- | ------------------ | ---- | ------------------ | ------- | -------- | ------ |
|      | 218  | 颂德花园公交总站   | ⇆    | 莲塘口岸公交首末站 | 2.5元   | 巴士公汽 |        |
|      | 312  | 观澜大水田总站     | ⇆    | 莲塘口岸公交首末站 | 2–8.5元 | 东部一分 |        |
|      | M383 | 坂田中浩园东苑总站 | ↺    | 市总工会           | 2–6元   | 西部四分 | 原 335 |

| 编号 | 编号 | 线路                   | 线路 | 线路                     | 收费  | 运营商   | 备注              |
| ---- | ---- | ---------------------- | ---- | ------------------------ | ----- | -------- | ----------------- |
|      | 27   | 草埔地铁站公交总站     | ⇆    | 长岭东公交场站           | 2元   | 巴士公汽 |                   |
|      | 57   | 长岭东公交场站         | ⇆    | 清水河总站               | 2元   | 巴士公汽 |                   |
|      | 69   | 银湖度假村总站         | ⇆    | 长岭东公交场站           | 2元   | 巴士公汽 |                   |
|      | 85   | 莲塘梧桐苑总站         | ⇆    | 深圳东站枢纽西广场公交站 | 2.5元 | 巴士二分 |                   |
|      | 218  | 颂德花园公交总站       | ⇆    | 莲塘口岸公交首末站       | 2.5元 | 巴士公汽 |                   |
|      | 308  | 布吉三联总站           | ⇆    | 大梅沙滨海场站           | 2–6元 | 巴士二分 |                   |
|      | 381  | 布吉三联村总站         | ⇆    | 罗湖区中医院             | 2元   | 东部二分 |                   |
|      | M348 | 盐田东公交总站         | ⇆    | 田贝总站                 | 3元   | 巴士二分 | 原 238            |
|      | M364 | 月亮湾公交综合车场     | ⇆    | 莲塘梧桐苑总站           | 2–8元 | 巴士五分 |                   |
|      | M437 | 合景同创广场公交首末站 | ⇆    | 梅林关南广场公交首末站   | 3元   | 巴士二分 | 原 M207（第一代） |
|      | M526 | 强荣东总站             | ⇆    | 仙湖植物园总站           | 2–8元 | 巴士三分 | 原 机场6          |

| 编号 | 编号 | 线路                       | 线路                  | 线路                     | 收费                  | 运营商                | 备注                                     |
| ---- | ---- | -------------------------- | --------------------- | ------------------------ | --------------------- | --------------------- | ---------------------------------------- |
|      | 111  | 梅林一村总站               | ⇆                     | 长岭东公交场站           | 2.5元                 | 巴士公汽              |                                          |
|      | 113  | 莲塘梧桐苑总站             | ↻                     | 地王大厦                 | 2.5元                 | 巴士五分              | 与223路免费换乘                          |
|      | 218  | 颂德花园公交总站           | ⇆                     | 莲塘口岸公交首末站       | 2.5元                 | 巴士公汽              |                                          |
|      | 220  | 已于2025年4月21日停办      | 已于2025年4月21日停办 | 已于2025年4月21日停办    | 已于2025年4月21日停办 | 已于2025年4月21日停办 | 已于2025年4月21日停办                    |
|      | 312  | 观澜大水田总站             | ⇆                     | 莲塘口岸公交首末站       | 2–8.5元               | 东部一分              |                                          |
|      | E17  | 聚龙山公园                 | ⇆                     | 火车站                   | 10元                  | 东部五分              | 平峰期为定时班车；原 高快巴士5（第二代） |
|      | M102 | 福田交通枢纽公交场站       | ⇆                     | 仙湖植物园总站           | 2元                   | 巴士公汽              | 原 202                                   |
|      | M133 | 莲塘梧桐苑总站             | ⇆                     | 福田交通枢纽公交场站     | 3元                   | 巴士五分              | 原 K113                                  |
|      | M182 | 西丽官龙村总站             | ⇆                     | 仙湖植物园总站           | 2–7元                 | 巴士三分              | 原 382                                   |
|      | M199 | 山海四季二期华府公交首末站 | ⇆                     | 建设路三岛中心总站       | 3元                   | 巴士二分              | 原 103东段                               |
|      | M205 | 盐田北综合车场             | ⇆                     | 火车站                   | 3元                   | 巴士二分              | 经梧桐山隧道；原 高峰专线205             |
|      | M207 | 东方尊峪公交总站           | ⇆                     | 深圳北站交通枢纽公交场站 | 2元                   | 巴士公汽              | 原 207                                   |
|      | M468 | 东方尊峪公交总站           | ↺                     | 人民南地铁站             | 2元                   | 巴士公汽              | 原 B704（第一代）                        |
|      | M555 | 香蜜湖总站                 | ⇆                     | 东方尊峪公交总站         | 2.5元                 | 巴士公汽              | 原 65                                    |

- 莲塘口岸地铁站A3出口
- 莲塘口岸公交站（罗沙路东行方向）
- 停靠在莲塘口岸公交站的深圳公交85路
- 莲塘口岸公交总站（位于地下一层）
- 莲塘口岸跨境巴士停车区
- 从人行天桥拍摄跨境巴士停车区

## 外部連結
- 蓮塘/香園圍口岸與相關工程